# Lobocleta sencilla
Lobocleta sencilla là một loài bướm đêm trong họ Geometridae.